# Angu
Angunnguaq Motzfeldt med kunstnernavnet  (født i 1976 i Julianehåb i Grønland) er en grønlandsk guitarist og sangskriver, vokset op i periferien af den traditionelle grønlandske kultur. 
Hans debutplade, der blev udsendt i   slutningen af januar 2005, solgte 3.500 eksemplarer til en befolkning på omkring 55.000.
Det seneste album "Burning Blue Skies" kom på gaden den 25. maj 2009.